# Phédon d'Élis
Pour les articles homonymes, voir Phédon.
Phédon d'Élis (en grec ancien Φαίδων) est un philosophe grec du IVe siècle av. J.-C.
Selon la tradition, il aurait appartenu à une noble famille avant d'être fait esclave pendant la guerre entre Élis et Sparte. Vendu par des pirates, c'est Socrate qui à Athènes aurait remarqué ses qualités aussi bien physiques que spirituelles, et aurait demandé à son ami Criton d'Athènes de le racheter. Sa beauté l'avait conduit à travailler dans un lupanar ; Socrate en fit un philosophe : Phédon devint un élève régulier et inséparable de Socrate, jusqu'à ses derniers moments en prison.
Il a fondé une école philosophique, l'École d'Élis, qui se confond par la suite avec l'école mégarique : les deux semblent avoir proposé un usage intempérant de la dialectique. Timon de Phlionte dans Les Silles rapprochait ainsi Phédon d'Euclide, l'un bavard, l'autre disputeur.
Il aurait écrit deux dialogues : Zopyros et Simon ; les auteurs antiques disent qu'il écrivait dans une élégance maniérée, comme en témoigne le fragment conservé par Sénèque :

« Il y a, dit Phédon, de menus insectes dont la morsure ne se sent point, tant le dard est imperceptible et nous trompe pour mieux nous blesser ; la tumeur indique une morsure, et sur la tumeur même nulle lésion ne parait. Semblable chose arrive dans le commerce des sages ; on ne reconnaît ni quand, ni comment il profite ; on reconnaît qu'il a profité. »